# RJ-45
RJ45 es una interfaz física comúnmente utilizada para conectar redes de computadoras con cableado estructurado (categorías 5, 5e, 6, 6A, y 8.1). Posee ocho pines o conexiones eléctricas, que normalmente se usan como extremos de cables de par trenzado (UTP).
Es parte del Código de Regulaciones Federales de Estados Unidos.
Es utilizada comúnmente con estándares como TIA/EIA-568-B, que define la disposición de los pines (patillaje) o wiring pinout.
Una aplicación común es su uso en cables de red Ethernet, donde suelen usarse cuatro pares (ocho pines). Otras aplicaciones incluyen terminaciones de teléfonos (dos pares), por ejemplo: en Francia y Alemania, y otros servicios de red como RDSI, T1 e incluso RS-232.

## Conexión

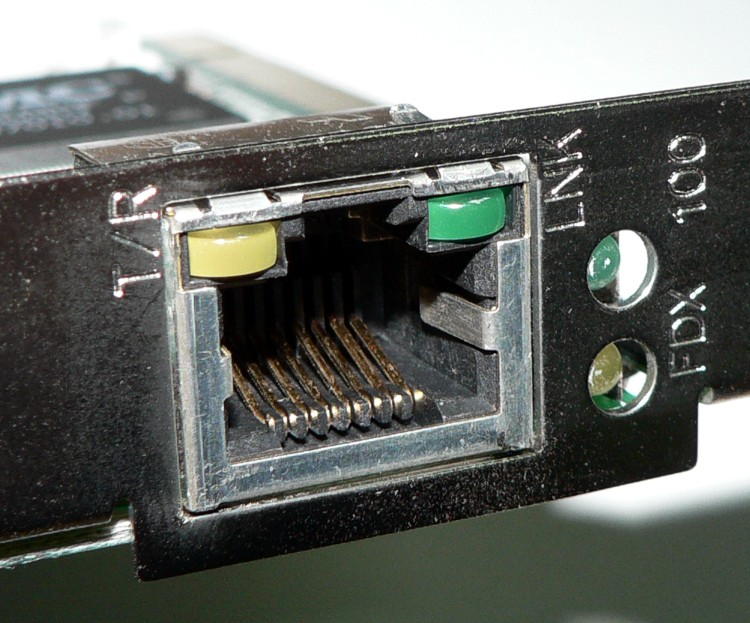
Base RJ45 en una tarjeta de red.

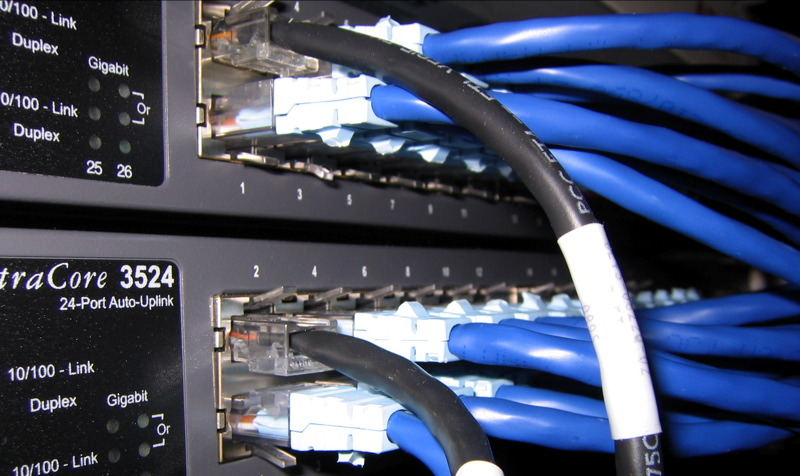
Conexiones RJ45 en un switch Ethernet.

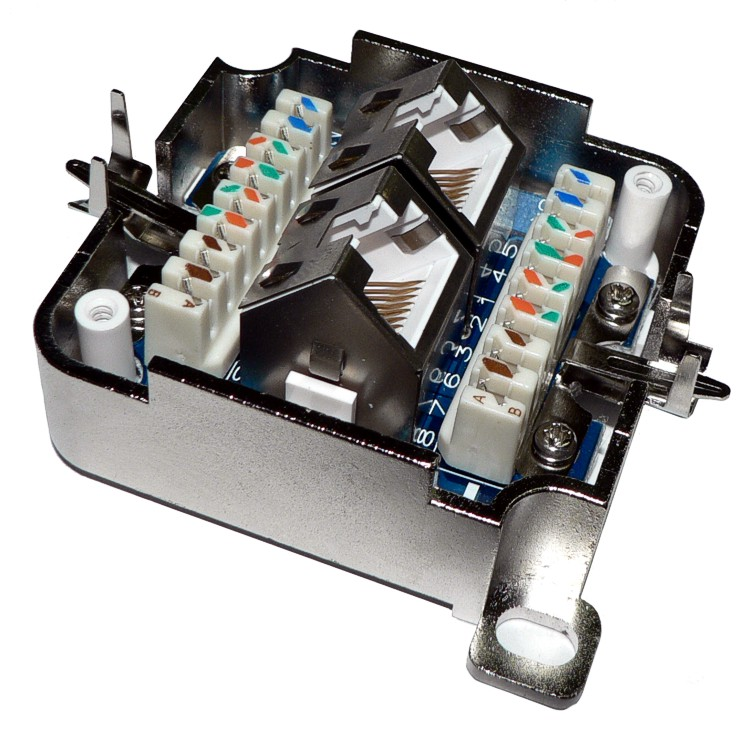
Base RJ45 doble.

La siguiente tabla de colores corresponde al orden estipulado en varias normas sobre la conexión de este tipo de conectores. La primera columna de colores corresponde al código T568A y la segunda columna al código T568B. 
| 1 | TX+ Transceive data +      | Blanco - Verde   | Blanco - Naranja |                  | Blanco - Verde |
| 2 | TX- Transceive data -      | Verde            | Naranja          | Verde            |                |
| 3 | RX+ Receive data +         | Blanco - Naranja | Blanco - Verde   | Blanco - Naranja |                |
| 4 | BDD- Bi-directional data - | Azul             | Azul             | Blanco - Marrón  |                |
| 5 | BDD+ Bi-directional data + | Blanco - Azul    | Blanco - Azul    | Marrón           |                |
| 6 | RX- Receive data -         | Naranja          | Verde            | Naranja          |                |
| 7 | BDD+ Bi-directional data + | Blanco - Marrón  | Blanco - Marrón  | Azul             |                |
| 8 | BDD- Bi-directional data - | Marrón           | Marrón           | Blanco - Azul    |                |

## Cables

### Cable directo
El cable directo de red sirve para conectar dispositivos desiguales, como un computador con un hub o switch. En este caso, ambos extremos del cable deben tener la misma distribución. No existe diferencia alguna en la conectividad entre la distribución 568B y la distribución 568A siempre y cuando en ambos extremos se use la misma, en caso contrario hablamos de un cable cruzado.
El esquema más utilizado en la práctica es tener en ambos extremos la distribución 568B.

### Cable cruzado
Un cable cruzado es un cable que interconecta todas las señales de salida en un conector con las señales de entrada en el otro conector, y viceversa; permitiendo a dos dispositivos electrónicos conectarse entre sí con una comunicación full dúplex. El término se refiere comúnmente al cable cruzado de Ethernet, pero otros cables pueden seguir el mismo principio. También permite transmisión confiable vía una conexión Ethernet.
Para crear un cable cruzado que funcione en 10/100baseT, un extremo del cable debe tener la distribución 568A y el otro 568B. Para crear un cable cruzado que funcione en 10/100/1000baseT, un extremo del cable debe tener la distribución Gigabit Ethernet (variante A), igual que la 568B, y el otro Gigabit Ethernet (variante B1). Esto se realiza para que el TX (transmisión) de un equipo esté conectado con el RX (recepción) del otro y a la inversa; así el que "habla" o trasmite (transmisión) es "escuchado" o recibido (recepción).

#### Cable cruzado T568A/T568B
cable CRUZADO

### Cable cruzado automático
La “configuración Automática MDI/MDI-X” (Auto-MDIX) está especificada como una característica opcional en el 1000Base-T estándar, lo que significa que directamente a través de cables trabajarán dos interfaces Gigabit capaces. 
Esta característica elimina la necesidad de cables cruzados, haciendo obsoletos los puertos uplink/normal y el selector manual de switches encontrado en muchos concentradores y conmutadores viejos, y reduciendo significativamente errores de instalación. Nota que aunque la configuración automática MDI/MDI-X está implementada de forma general, un cable cruzado podría hacer falta en situaciones ocasionales en las que ninguno de los dispositivos conectados tiene la característica implementada y/o habilitada. Previo al estándar 1000Base-T, usar un cable cruzado para conectar un dispositivo a una red accidentalmente, usualmente significaba tiempo perdido en la resolución de problemas resultado de la incoherencia de conexión.
Incluso por legado, los dispositivos 10/100, muchas tarjetas de red (NIC), switches y hubs automáticamente aplican un cable cruzado interno cuando es necesario. Además del eventualmente acordado Automático MDI/MDI-Z, esta característica puede también ser referida a varios términos específicos al vendedor que pueden incluir: Auto uplink and trade, Universal Cable Recognition y Auto Sensing, entre otros o no.

## Conectores RJ45

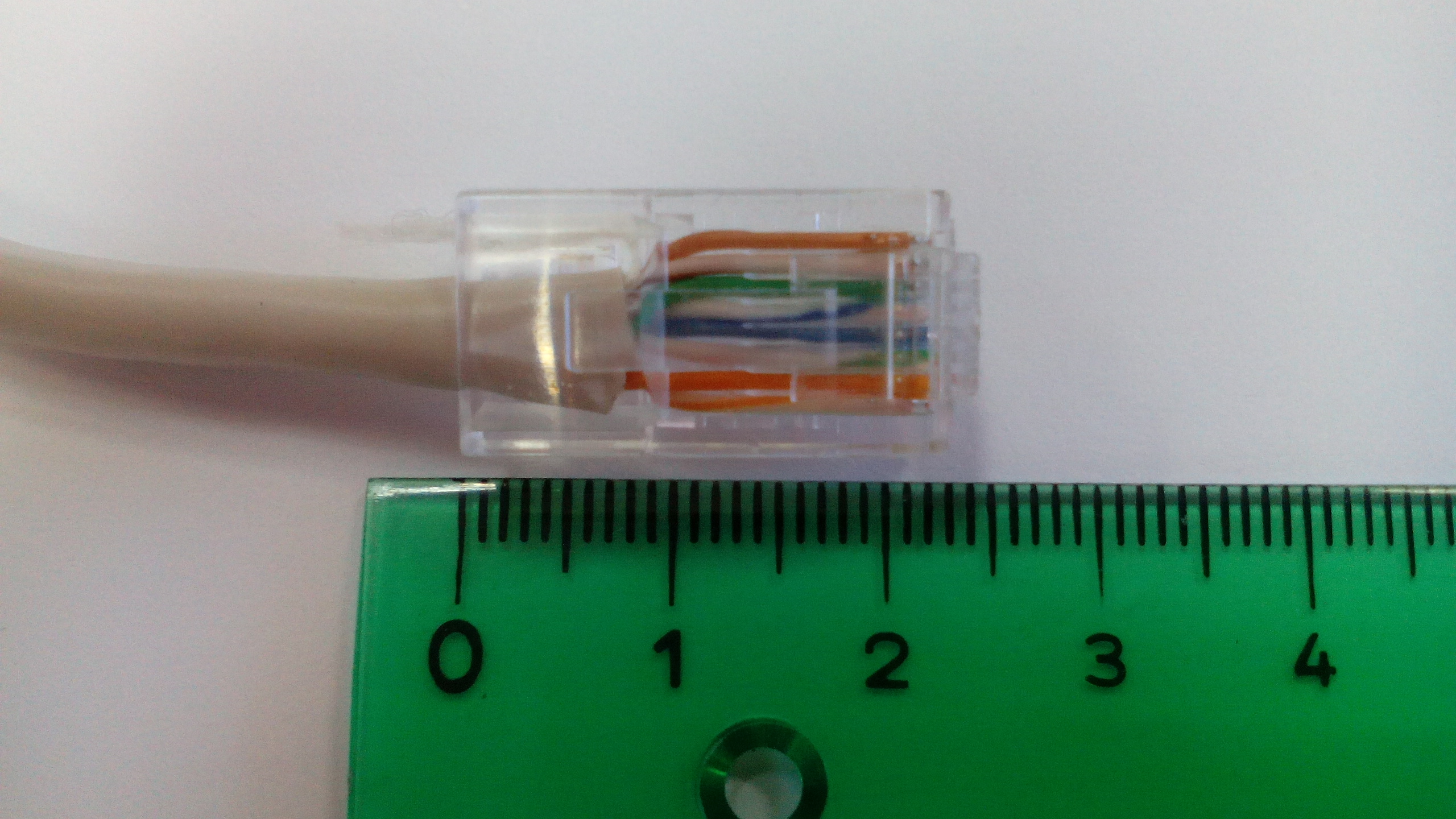
Tamaño de un conector RJ45 macho.

Para que todos los cables funcionen en cualquier red, se sigue un estándar a la hora de hacer las conexiones. 
Los dos extremos del cable (UTP Categoría 4 o 5) llevarán un conector RJ45 con los colores en el orden indicado. Existen dos maneras de unir el cable de red con su respectivo terminal RJ45: el crimpado o pachado se puede hacer de manera manual (crimpadora de tenaza) o al vacío sin aire mediante inyectado de manera industrial. La categoría 5e/TIA-568B recomienda siempre utilizar latiguillo inyectado para tener valores fiables ATT y NEXT.
Existen dos normas para usar con un hub o switch (la más usada es la B); en los dos casos los dos lados del cable son iguales:
| 1. Blanco/verde 2. Verde 3. Blanco/Naranja 4. Azul 5. Blanco/Azul 6. Naranja 7. Blanco/Marrón 8. Marrón 1. Blanco/Naranja 2. Naranja 3. Blanco/verde 4. Azul 5. Blanco/azul 6. Verde 7. Blanco/Marrón 8. Marrón |

### Adaptadores modulares
Existen adaptadores modulares para sacar dos puertos de una conexión Ethernet. Estos adaptadores modulares no son muy recomendables cuando se requiere una red de alta velocidad, a través de cableado estructurado, ya que se pueden producir pérdidas de señal, atenuaciones, ruidos, etc. Solo se recomienda en instalaciones donde sea completamente necesario.

## Tipos de conexiones

### Conexión entre conmutadores y concentradores

Para dispositivos diferentes, se pueden utilizar normas AA o BB en los extremos de los cables:
| Una punta (Norma B) | En el otro lado (Norma B) |
| ------------------- | ------------------------- |
| Blanco Naranja      | Blanco Naranja            |
| Naranja             | Naranja                   |
| Blanco Verde        | Blanco Verde              |
| Azul                | Azul                      |
| Blanco Azul         | Blanco Azul               |
| Verde               | Verde                     |
| Blanco Marrón       | Blanco Marrón             |
| Marrón              | Marrón                    |

### Conexión directa PC a PC
Si sólo se quieren conectar dos PC, existe la posibilidad de colocar el orden de los colores de tal manera que no sea necesaria la presencia de un hub. Es lo que se conoce como un “cable cruzado de 100”. El estándar que se sigue es el siguiente:
| Una punta (Norma B) | En el otro lado (Norma A) |
| ------------------- | ------------------------- |
| Blanco Naranja      | Blanco Verde              |
| Naranja             | Verde                     |
| Blanco Verde        | Blanco Naranja            |
| Azul                | Azul                      |
| Blanco Azul         | Blanco Azul               |
| Verde               | Naranja                   |
| Blanco Marrón       | Blanco Marrón             |
| Marrón              | Marrón                    |